# Endotrichum baeuerlenii
Endotrichum baeuerlenii là một loài rêu trong họ Pterobryaceae. Loài này được Geh. mô tả khoa học đầu tiên năm 1899.